# Montaron
Montaron est une commune française située dans le département de la Nièvre, en région Bourgogne-Franche-Comté.

## Géographie

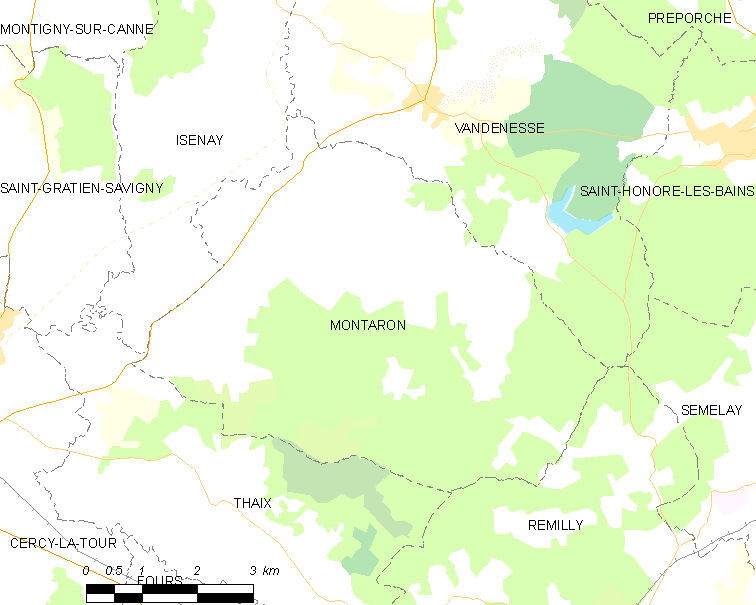
Carte.

Montaron est à 10 km de Saint-Honoré-les-Bains et à 27 km de Decize. La commune est proche du parc naturel régional du Morvan.

### Relief et géologie
Le sol est en partie calcaire et  en partie argilo-granitique.

### Hydrographie
Le ruisseau Saint-Michel et l'Aron arrosent la commune : le ruisseau Saint-Michel est un affluent de l'Aron, rivière elle-même affluent de la Loire.

### Climat
Pour des articles plus généraux, voir Climat de la Bourgogne-Franche-Comté et Climat de la Nièvre.
En 2010, le climat de la commune est de type climat océanique dégradé des plaines du Centre et du Nord, selon une étude du Centre national de la recherche scientifique s'appuyant sur une série de données couvrant la période 1971-2000. En 2020, Météo-France publie une typologie des climats de la France métropolitaine dans laquelle la commune est exposée à un climat océanique altéré et est dans la région climatique  Centre et contreforts nord du Massif Central, caractérisée par un air sec en été et un bon ensoleillement. 
Pour la période 1971-2000, la température annuelle moyenne est de 10,9 °C, avec une amplitude thermique annuelle de 16,6 °C. Le cumul annuel moyen de précipitations est de 893 mm, avec 12,8 jours de précipitations en janvier et 7,8 jours en juillet. Pour la période 1991-2020, la température moyenne annuelle observée sur la station météorologique de Météo-France la plus proche, « Fours », sur la commune de Fours à 8 km à vol d'oiseau, est de 11,4 °C et le cumul annuel moyen de précipitations est de 904,1 mm. 
La température maximale relevée sur cette station est de 40,8 °C, atteinte le 5 août 2003 ; la température minimale est de −13,2 °C, atteinte le 24 décembre 2001,,. 
Les paramètres climatiques de la commune ont été estimés pour le milieu du siècle (2041-2070) selon différents scénarios d'émission de gaz à effet de serre à partir des nouvelles projections climatiques de référence DRIAS-2020. Ils sont consultables sur un site dédié publié par Météo-France en novembre 2022.

## Urbanisme

### Typologie
Au 1er janvier 2024, Montaron est catégorisée commune rurale à habitat très dispersé, selon la nouvelle grille communale de densité à sept niveaux définie par l'Insee en 2022.
Elle est située hors unité urbaine et hors attraction des villes,.

### Occupation des sols
L'occupation des sols de la commune, telle qu'elle ressort de la base de données européenne d’occupation biophysique des sols Corine Land Cover (CLC), est marquée par l'importance des territoires agricoles (52 % en 2018), une proportion sensiblement équivalente à celle de 1990 (52,2 %). La répartition détaillée en 2018 est la suivante : forêts (45,9 %), prairies (41,4 %), zones agricoles hétérogènes (10,6 %), milieux à végétation arbustive et/ou herbacée (2,1 %). L'évolution de l’occupation des sols de la commune et de ses infrastructures peut être observée sur les différentes représentations cartographiques du territoire : la carte de Cassini (XVIIIe siècle), la carte d'état-major (1820-1866) et les cartes ou photos aériennes de l'IGN pour la période actuelle (1950 à aujourd'hui).

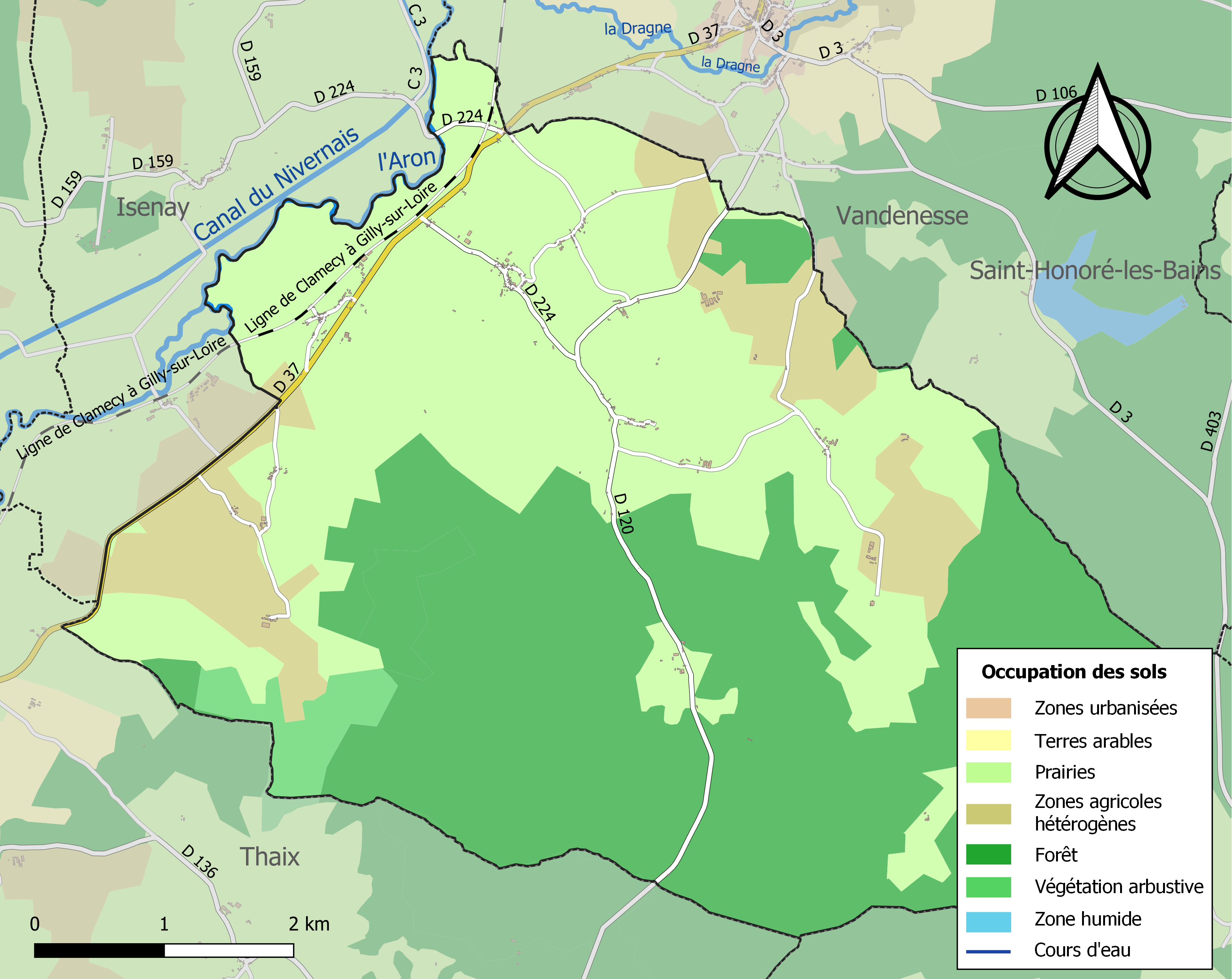
Carte des infrastructures et de l'occupation des sols de la commune en 2018 (CLC).

## Toponymie
Une bulle du pape Eugène III donne à ce pays le nom de Montoirant. Le nom évoluera en Monterrant, en latin Mons Errant, et, en 1547, en Montmarron pour se stabiliser peu après en Montmaron.

## Histoire
La commune de Montaron fut formée par la réunion des anciennes paroisses de Montaron, de Chevannes-Saint-Barthétemy (ou Chevannes-sous-Montaron) et de Pouligny-sur-Arron.

## Politique et administration

### Liste des maires
| Période                                  | Période  | Identité       | Étiquette | Qualité |
| ---------------------------------------- | -------- | -------------- | --------- | ------- |
| Les données manquantes sont à compléter. |          |                |           |         |
| avant 1988                               | ?        | Pierre André   |           |         |
| mars 2001                                | En cours | Patrick Bertin |           | Éleveur |

## Population et société

### Démographie
L'évolution du nombre d'habitants est connue à travers les recensements de la population effectués dans la commune depuis 1793. Pour les communes de moins de 10 000 habitants, une enquête de recensement portant sur toute la population est réalisée tous les cinq ans, les populations de référence des années intermédiaires étant quant à elles estimées par interpolation ou extrapolation. Pour la commune, le premier recensement exhaustif entrant dans le cadre du nouveau dispositif a été réalisé en 2005.

En 2022, la commune comptait 159 habitants, en évolution de −1,24 % par rapport à 2016 (Nièvre : −3,28 %, France hors Mayotte : +2,11 %).
| 1793 | 1800 | 1806 | 1821 | 1831 | 1836 | 1841 | 1846 | 1851 |
| ---- | ---- | ---- | ---- | ---- | ---- | ---- | ---- | ---- |
| 540  | 584  | 562  | 608  | 731  | 685  | 662  | 688  | 756  |

| 1856 | 1861 | 1866 | 1872 | 1876 | 1881 | 1886 | 1891 | 1896 |
| ---- | ---- | ---- | ---- | ---- | ---- | ---- | ---- | ---- |
| 765  | 767  | 737  | 753  | 789  | 794  | 768  | 734  | 686  |

| 1901 | 1906 | 1911 | 1921 | 1926 | 1931 | 1936 | 1946 | 1954 |
| ---- | ---- | ---- | ---- | ---- | ---- | ---- | ---- | ---- |
| 703  | 669  | 623  | 502  | 470  | 440  | 382  | 401  | 351  |

| 1962 | 1968 | 1975 | 1982 | 1990 | 1999 | 2005 | 2006 | 2010 |
| ---- | ---- | ---- | ---- | ---- | ---- | ---- | ---- | ---- |
| 357  | 321  | 279  | 268  | 216  | 196  | 173  | 168  | 166  |

| 2015 | 2020 | 2022 | - | - | - | - | - | - |
| ---- | ---- | ---- | - | - | - | - | - | - |
| 160  | 156  | 159  | - | - | - | - | - | - |

## Culture locale et patrimoine

### Lieux et monuments
Civils
- Château de Poussery, ancienne maison forte.
- Devant le monastère du hameau de Corcelles, s'élève la stèle commémorative d'un combat entre la Résistance et l'armée allemande, ayant fait une quinzaine de morts.
- Forêt domaniale de Buremont.

Religieux
- Église Notre-Dame-de-l'Assomption, construite au XIIe siècle, Peintures murales de la fin du XIIe siècle. Christ en majesté, martyre de saint Jean-Baptiste, anges musiciens. Nativité et Adorations des mages. Ouverte tous les jours[18].